# Davídka (přítok Lichničky)
Davídka je krátký horský potok v pohoří Oderské vrchy (subprovincii pohoří Nízký Jeseník) ve vojenském újezdu Libavá v okrese Olomouc v Olomouckém kraji, který patří do povodí řeky Bystřice (povodí řeky Moravy, povodí řeky Dunaj, úmoří Černého moře). Potok se nachází ve vojenském prostoru a tak je veřejnosti bez povolení nepřístupný.

## Popis toku Davídky
Davídka pramení cca 457 m severovýchodně od vrcholu kopce Brána. Nedaleko nad pramenem se nachází ruiny vojenského bunkru. Potok teče přibližně severním směrem a pod pramenem napájí dva malé rybníky. Potok zprava míjí masiv kopce Švédská kupa a vytváří strmé údolí zvané Davídka. Na konci údolí Davídka se potok vlévá zleva do potoka Lichnička. Potok Davídka je největším přítokem Lichničky. Protože potok protéká neobydlenou oblastí vojenského újezdu Libavá, zachoval si svůj přirozený „divoký“ přírodní charakter. Davídka má na svém toku několik bezejmenných přítoků. Tok potoka se nachází v katastru zaniklé německé obce Velká Střelná a obhospodařuje jej Vojenský újezd Libavá. Na potoce se nevyskytuje žádný vodní mlýn. Na březích Davídky se také vyskytují chráněné rostliny a chráněný motýl modrásek bahenní.

## Galerie

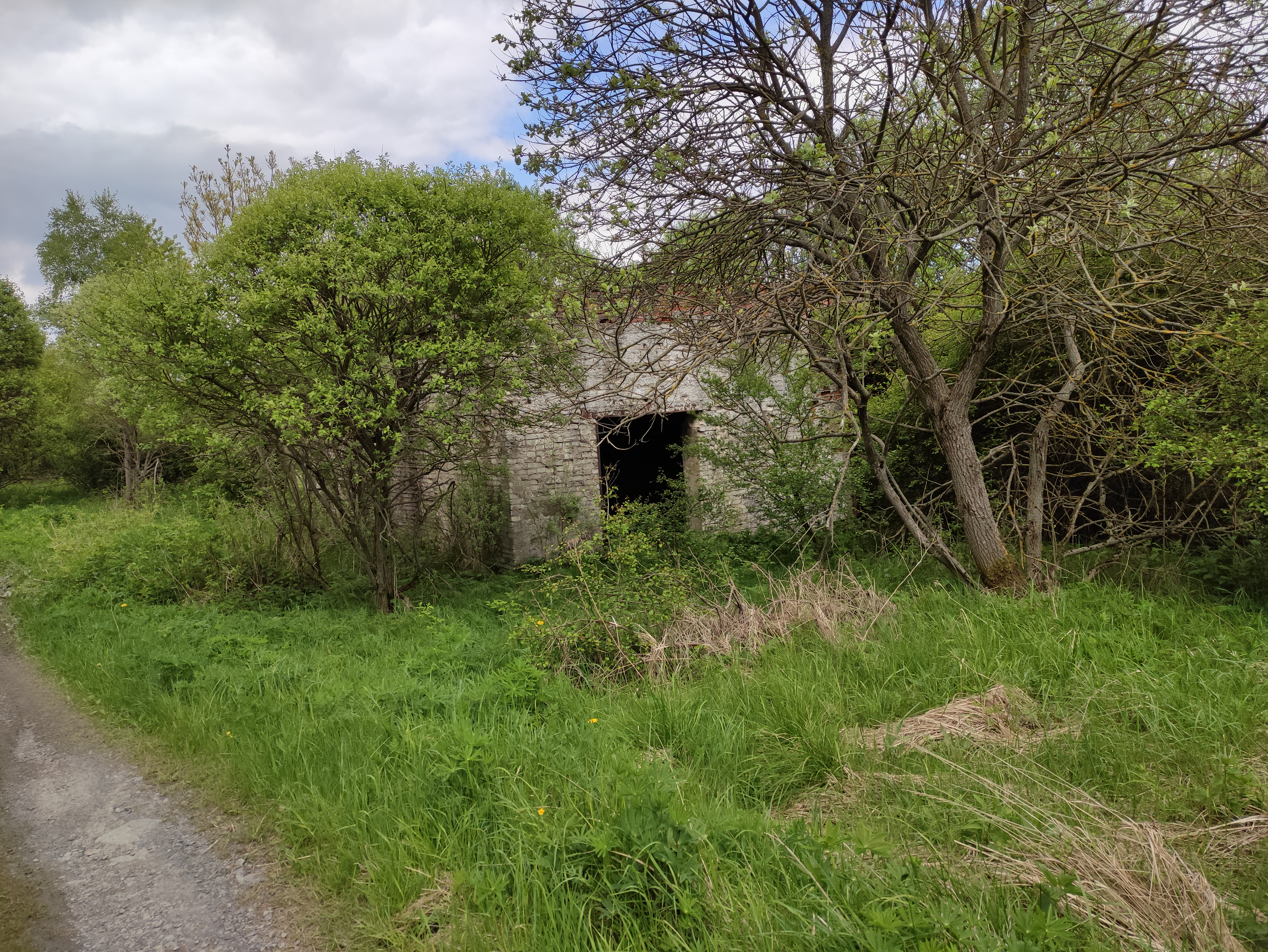
Ruiny bunkru nad pramenem Davídky
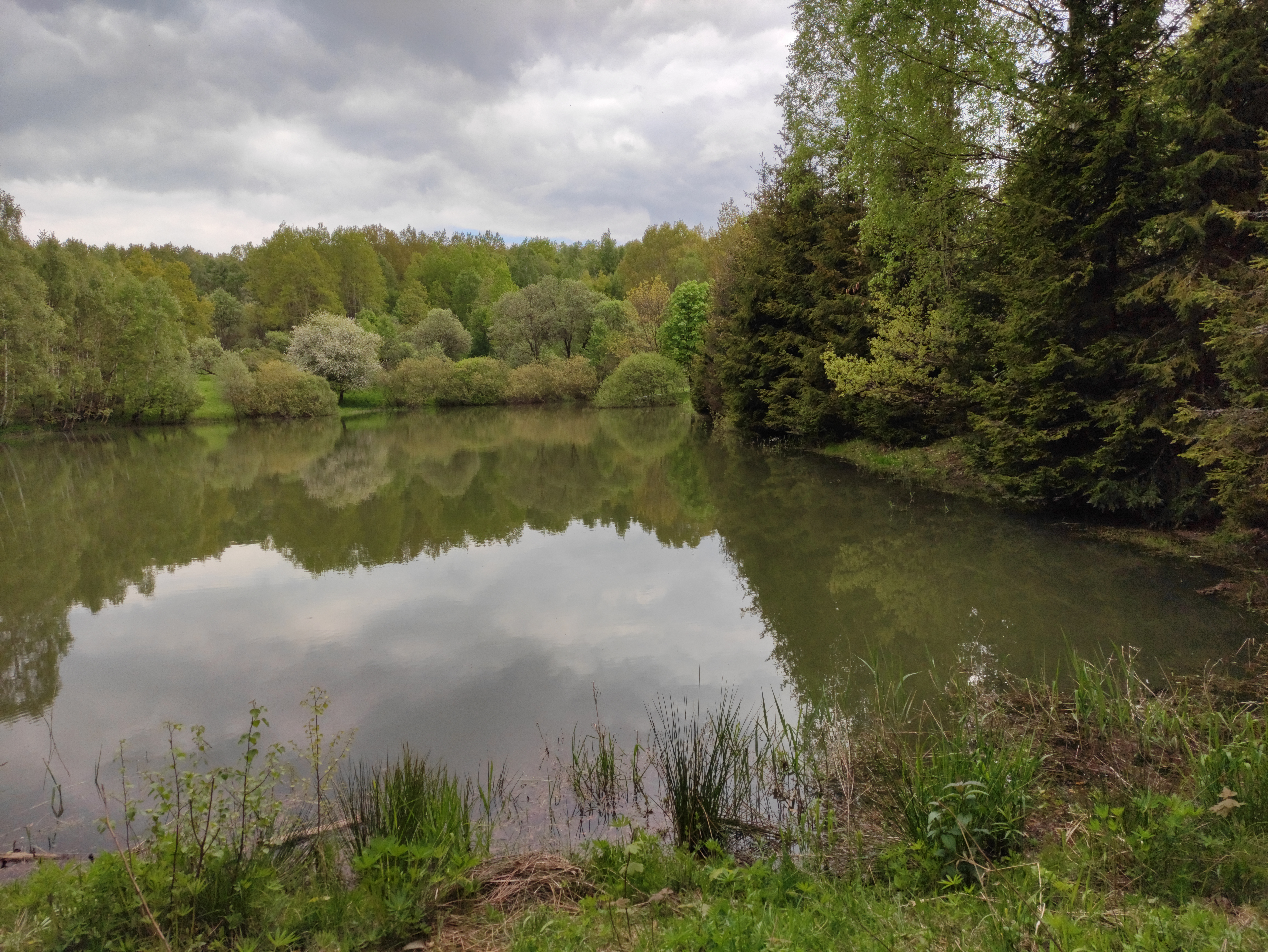
Rybník pod pramenem Davídky
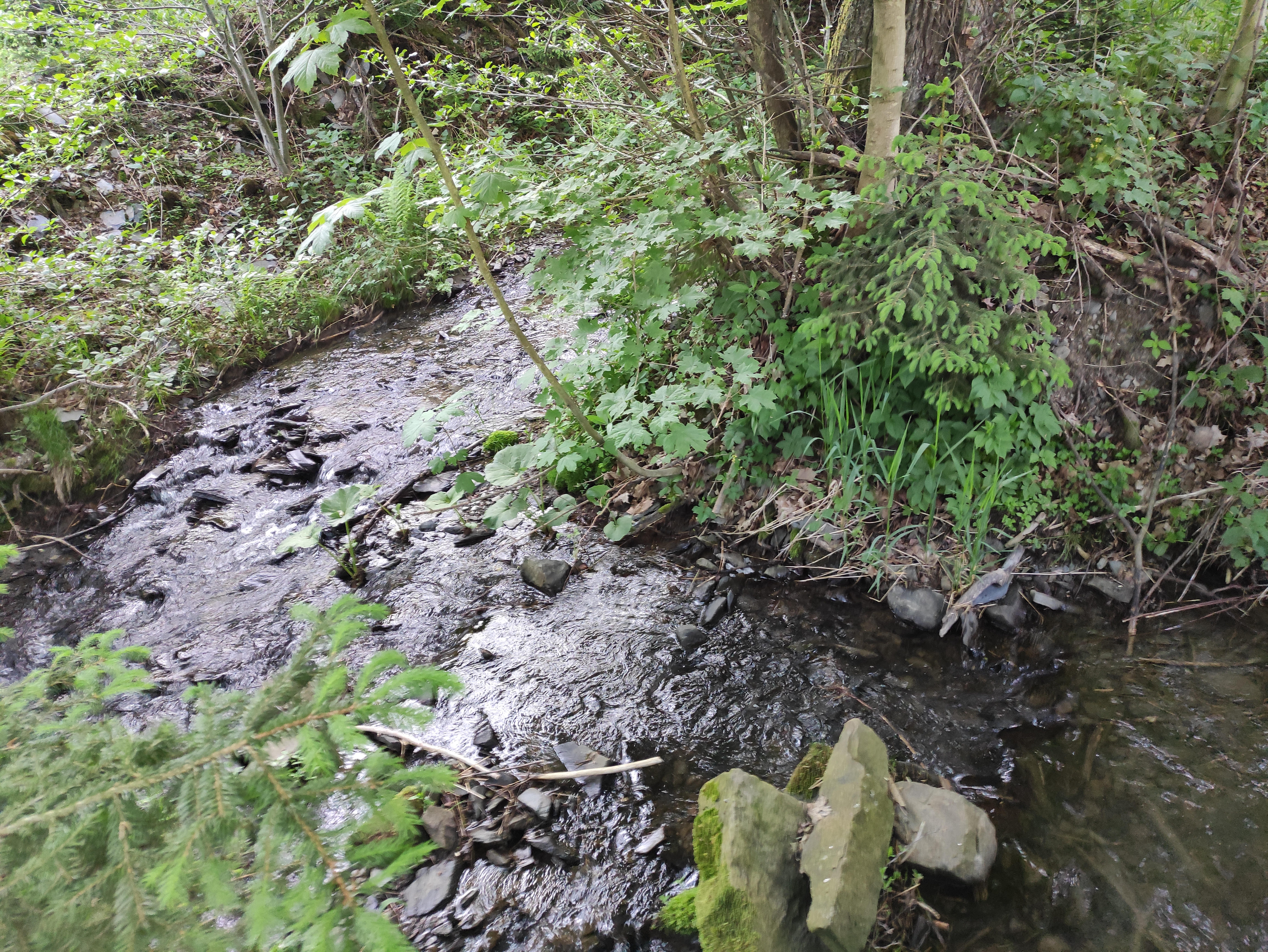
Soutok Lichničky a Davídky.